# شبح درون پوسته: سک ۲۰۴۵
شبح درون پوسته: سک ۲۰۴۵ (ژاپنی: 攻殻機動隊 SAC_2045 هپبورن: Kōkaku Kidōtai: SAC_2045) یک مجموعه اینترنتی پویانمایی شبکه اصلی (اواِن‌اِی) در ژانر علمی-تخیلی است که بر اساس مجموعه مانگای ژاپنی شبح درون پوسته اثر ماسامونه شیرو در دهه ۱۹۸۰ (میلادی) به رشته تحریر درآمده است و رخدادهای آن دنبالهٔ پیوستگی مجموعه استند الون کامپلکس روایت می‌شود.
نخستین فصل مجموعه متشکل از ۱۲ قسمت با صداگذاری ژاپنی و به‌طور انحصاری در ۲۳ آوریل ۲۰۲۰، از طریق نتفلیکس و در سراسر جهان در دسترس قرار گرفت. دوبله انگلیسی آن به دلیل دنیاگیری کووید-۱۹ تا ۳ مه در دسترس قرار نگرفت و همچنین سبب تأخیر در تولید شد. فصل دوم نیز در تاریخ ۲۳ مه ۲۰۲۲، پخش شد. هر دو فصل متشکل از ۱۲ قسمت هستند و با هم یک مجموعهٔ ۲۴ قسمتی را ایجاد کردند.

## صداپیشگان
| شخصیت            | صداگذاری بازیگر ژاپنی | صداگذاری بازیگر انگلیسی |
| ---------------- | --------------------- | ----------------------- |
| موتوکو کوساناگی  | آتسوکو تاناکا         | مری الیزابت مک‌گلین      |
| دایسوکه آراماکی  | اوسامو ساکا           | ویلیام نایت             |
| باتوئو           | آکیو اوتسوکا          | ریچارد اپکار            |
| تُوگوسا           | کوئیچی یامادرا        | کریسپین فریمن           |
| ایشیکاوا         | یوتاکا ناکانو         | مایکل مک‌کارتی           |
| سایتو            | تورو اوکاوا           | دیو ویتنبرگ             |
| پاز              | تاکاشی اونوزوکا       | Bob Buchholz            |
| بورما            | تارو یاماگوچی         | دین وین                 |
| تاچیکوما         | ساکیکو تاماگاوا       | ملیسا فان               |
| پورین ایساکی     | مگومی هان             | شرمی لی                 |
| استاندارد        | کنجیرو تسودا          | کیث سیلورستاین          |
| جان اسمیت        | کایجی سوزه            | راجر اسمیت              |
| کریس اوتومو تاته | شیگئو کیاما           | آرمن تیلور              |
| تاکاشی شیمامورا  | مگومی هایاشی‌بارا      | مکس میتل‌من              |